# Nikołaj Nikieszyczew
Nikołaj Aleksiejewicz Nikieszyczew (ros. Николай Алексеевич Никешичев, ur. 1905 we wsi Wiazowoje w guberni wołogodzkiej, zm. w lipcu 1979 w Moskwie) – funkcjonariusz radzieckich organów bezpieczeństwa, pułkownik, szef Zarządu NKWD obwodu amurskiego (1939–1941).

## Życiorys
W latach 1926–1927 sekretarz odpowiedzialny gminnego komitetu Komsomołu, od 1927 w WKP(b), od listopada 1927 do listopada 1929 w Armii Czerwonej. Od listopada 1929 do lutego 1930 słuchacz kursów Północnego Krajowego Związku Mleczarsko-Hodowlanego, po czym był instruktorem i przewodniczącym rejonowego związku. Od listopada 1930 do września 1937 pełnomocnik operacyjny miejskiego oddziału GPU/NKWD w Wołogdzie, od 7 kwietnia 1936 młodszy lejtnant bezpieczeństwa państwowego, od października 1937 do lipca 1938 pomocnik szefa Oddziału I Wydziału IV Zarządu Bezpieczeństwa Państwowego (UGB) Zarządu NKWD obwodu wołogodzkiego, od 5 sierpnia 1938 lejtnant bezpieczeństwa państwowego. Od lipca 1938 do stycznia 1939 pomocnik szefa Wydziału i szef Oddziału UGB Zarządu NKWD Kraju Dalekowschodniego, od stycznia 1939 do 18 kwietnia 1941 szef Zarządu NKWD obwodu amurskiego, od 31 marca 1939 kapitan bezpieczeństwa państwowego. Od 18 kwietnia 1941 do lutego 1954 zastępca szefa Głównego Zarządu Budownictwa Dalekiej Północny ds. Kadr NKWD/MWD, 11 lutego 1943 mianowany podpułkownikiem, a 21 lutego 1945 pułkownikiem. Od lipca 1954 do lipca 1959 zarządca trustu budowlanego, następnie na emeryturze.

## Odznaczenia
- Order Czerwonego Sztandaru Pracy (24 lutego 1945)
- Order Czerwonej Gwiazdy (dwukrotnie - 26 kwietnia 1940 i 15 stycznia 1945)
- Order „Znak Honoru” (17 stycznia 1943)